# الکساندر لوخمانچوک
الکساندر لوخمانچوک (اوکراینی: Александр Лохманчук؛ زادهٔ ۲۸ مهٔ ۱۹۷۳) بازیکن بسکتبال اهل اوکراین است.